# Диди-Ханчали
Диди-Ханчали (груз. დიდი-ხანჩალი, арм. Մեծ Խանչալի, дословно — «Большие Ханчалы») — село в Грузии, входит в Ниноцминдский муниципалитет края Самцхе-Джавахети, общинный центр (Диди-Ханчали, Катнату, Патара-Ханчали).

## Географическое положение
Расположено на Джавахетском нагорье, к востоку от озера Ханчали на высоте 1940 метров над уровнем моря, в 3 км от города Ниноцминды. Через село пролегает международная трасса, идущая из областного центра Ахалцихе в Армению и становящаяся на ее территории трассой Մ1 (M1).

## Население
Согласно переписи 2014 года, население села составляло 1233 человека, из которых большинство составляют армяне. В селе имеется общеобразовательная школа.